# Ліцензіювання медсестер
Ліцензування медсестер — це процес, за допомогою якого різні регулюючі органи (медсестринська оцінювальна комісія в США), регулює практику ведення сестринської справи. Основна мета ліцензування медсестри — надання дозволу на медсестринську діяльність, оцінка знань і вмінь. Ліцензування необхідне, коли діяльність є складною, вимагає спеціалізованих знань, вмінь та незалежного прийняття рішень.